# Jenna Vanlommel
Jenna Vanlommel (Antwerpen, 25 december 1985) is een Vlaams actrice.
Vanlommel volgde een middelbare opleiding in het Sint-Annacollege te Antwerpen Linkeroever en later Woordkunst Drama aan De!Kunsthumaniora te Antwerpen. In 2005 is zij daar afgestudeerd. Al sinds haar achtste volgde ze diverse toneelopleidingen.
Op televisie is ze bekend als Tien Smolders uit de Ketnet-soap Spring. Vanlommel was ook actief bij het Kids Power Team, dat shows voor kinderen bracht.
Naast verschillende gastrollen, speelde en regisseerde zij reeds bij verschillende theatergezelschappen.
Zij heeft lerarenopleiding gedaan en geeft nu al enkele jaren toneelles. Zij werkt onder meer voor MUS-E. Het MUS-E-programma brengt artistieke activiteiten in basisscholen om kinderen vanaf jonge leeftijd warm te maken voor kunst, om creativiteit te stimuleren en om zich open te stellen voor diverse culturen.

## Televisie
| Programma   | Rol                                        | Periode     |             |             |             |
| Hoofdrollen | Hoofdrollen                                | Hoofdrollen | Hoofdrollen | Hoofdrollen | Hoofdrollen |
| ----------- | ------------------------------------------ | ----------- | ----------- | ----------- | ----------- |
| Spring      | Tien Smolders                              | 2003-2007   |             |             |             |
| Gastrollen  |                                            |             |             |             |             |
| Zone Stad   | Mariska                                    | 2008        |             |             |             |
| LouisLouise | Secretaresse                               | 2008        |             |             |             |
| Familie     | Ana                                        | 2009        |             |             |             |
| Familie     | Vriendin van Lisa                          | 2009        |             |             |             |
| Ella        | Sandrine / meisje / dame met de mooie ogen | 2010        |             |             |             |
| Zone Stad   | Russische prostituee                       | 2011        |             |             |             |

## Muziek
- Kids Power Team